# Beteiligungsgesellschaft
Eine Beteiligungsgesellschaft ist ein Unternehmen, dessen Geschäftstätigkeit überwiegend oder ausschließlich darin besteht, Kapitalbeteiligungen an anderen, eigenständigen und unterschiedlichen Branchen angehörenden Unternehmen zu erwerben, zu halten und zu veräußern. Die Art, wie eine solche Gesellschaft organisiert ist, kann sehr unterschiedlich sein, jedoch unterscheidet sie sich von einer Holding. Im Unterschied zu Holdings, die als Mutterunternehmen einen einheitlich geführten Konzern bilden und ihre Tochtergesellschaften im Konzernabschluss konsolidieren, steht bei Beteiligungsgesellschaften lediglich die Beteiligung als Aktionär im Vordergrund. Für gewöhnlich wird hierbei nicht eine Mehrheits-, sondern eine gewinnorientierte Minderheitsbeteiligung an ausgewählten Unternehmen angestrebt. Den Beteiligungsgesellschaften ähnlich sind Investmentgesellschaften und Immobilienaktiengesellschaften.

## Unternehmensbeteiligungsgesellschaft
Das deutsche Gesetz über Unternehmensbeteiligungsgesellschaften (UBGG) regelt die Tätigkeit und Beaufsichtigung von behördlich anerkannten Unternehmensbeteiligungsgesellschaften. Die Bezeichnung Unternehmensbeteiligungsgesellschaft darf in der Firma, als Zusatz zur Firma, zur Bezeichnung des Geschäftszwecks oder zu Werbezwecken nur von anerkannten Unternehmensbeteiligungsgesellschaften geführt werden (§ 20 UBGG).
Gemäß § 2 UBGG kommen für Unternehmensbeteiligungsgesellschaften ausschließlich die deutschen Rechtsformen der Aktiengesellschaft, Gesellschaft mit beschränkter Haftung, Kommanditgesellschaft und Kommanditgesellschaft auf Aktien (oder vergleichbare Rechtsformen von EU-Staaten oder EWG-Vertragsstaaten) mit einem Grundkapital von mindestens einer Million Euro infrage. Unternehmensgegenstand muss ausschließlich der Erwerb, das Halten, die Verwaltung und die Veräußerung von Unternehmensbeteiligungen sein.
Dividendenerträge der Gesellschaft sind nach dem Schachtelprivileg gemäß Körperschaftsteuergesetz ohnehin steuerfrei. Darüber hinaus sind anerkannte Unternehmensbeteiligungsgesellschaften auch von der Gewerbesteuer befreit (§ 3 Nr. 23 GewStG), wodurch, anders als bei Holdinggesellschaften, auch Zinserträge sowie Dividenden aus Minderheitsbeteiligungen (Beteiligungsquote unter 15 Prozent) gewerbesteuerfrei sind.

## Beispiele
Siehe Kategorie:Beteiligungsgesellschaft.